# Комуністичний суботник

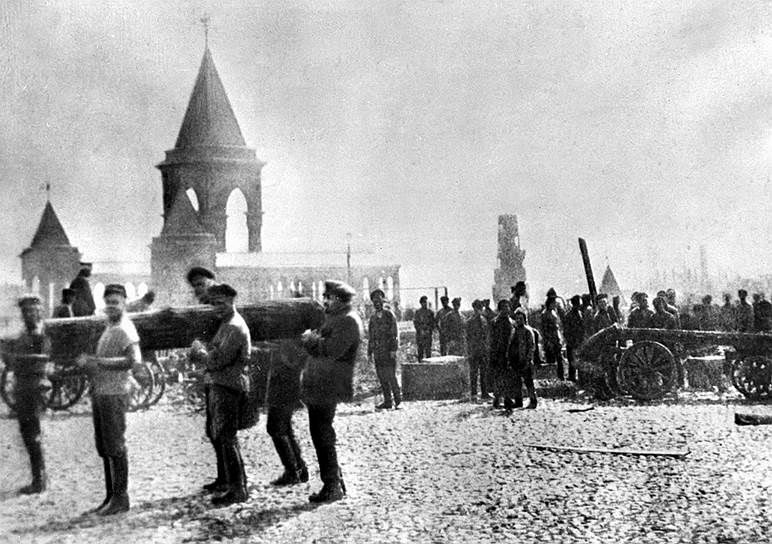
Суботник. 1 травня 1920.

Комуністичний субо́тник — феномен радянського суспільства (що, однак, зберігся і в деяких пострадянських країнах) — примусово-добровільні масові громадські роботи з благоустрою навколобудинкових територій. Поряд з ударництвом та стахановським рухом, один з видів рухів соціалістичного змагання — рух за комуністичну працю, більшовицька організована безкоштовна праця на користь держави у вільний від роботи час, у вихідні, а також систематичні понаднормові неоплачувані роботи, в тому числі такі, на яких діяльність невиробничих професій могла підмінятися виробничою діяльністю. Один з методів комуністичного виховання людських мас в формуванню почуття власної гідності та поважного ставлення до власної країни і комуністичного ставлення до праці, виховання нової людини комуністичного майбутнього та зростанню продуктивності їхньої праці, а також у мобілізації трудящих на вирішення завдань комуністичного будівництва. Ухиляння від участі в комуністичних суботниках розглядалось як нелояльність до більшовицького режиму. Офіційна пропаганда подавала їх як вияв високої свідомості й організованості радянських людей, як вершину трудового піднесення й ентузіазму, як всенародне свято вільної комуністичної праці.
Роль комуністичних суботників у процесі виховання комуністичного ставлення до праці досліджували Т. М. Шульга та В. Т. Брітан. Оцінюючи значення суботників, вчені вказували на їх наповнення новим змістом: якщо раніше участь у цих заходах брали комуністи та особи, які співчували партії, то пізніше участь у суботниках стала обов'язковою для всіх членів радянського суспільства.
Комуністичні суботники на селі, які проводились за участю робітників, зміцнювали «братерську спілку» робітників і селян, і, як указував В. І. Ленін, були великим почином ломки старої кріпацької і капіталістичної форми праці і практичним створенням нової, вищої, властивої комуністичному суспільству.

## Історія
Перший суботник було проведено в СРСР 1919 року на заклик Леніна поліпшити роботу залізниць. У ніч на суботу 12 квітня 15 комуністів депо, пропрацювавши 10 годин, відремонтували 3 паровози. 10 травня пройшов перший масований суботник — 205 чоловік. Ініціаторами цього вважаються комуністи та комсомольці депо Москва-Сортувальна Московсько-Рязанської залізниці.
Перші комуністичні суботники з'явилися в 1919 році в центрі Росії, а в Україні почали проводитися із січня наступного року згідно із циркулярним листом ЦК КП(б)У від 26 грудня 1919 року, в якому говорилося, що одним із невідкладних завдань більшовицьких партійних комітетів є «влаштування регулярних суботників або недільників, на яких усі члени партії можуть не на словах, а на ділі показати приклад комуністичного будівництва». Партійні установи зобов'язувалися регулярно звітувати перед ЦК КП(б)У про організацію суботників, їх кількість, число учасників, результати роботи і участь безпартійних у них.
Розробленим ЦК РКП(б) і прийнятим 6 липня 1920 року урядом РСФРР «Положення про суботники» безоплатну працю на них було введено в систему радянських трудових відносин. Тривалість робіт на суботниках мала становити не менше від чотирьох годин. Кожен член партії зобов'язувався брати участь у них не менше від двох разів на місяць і особистим прикладом залучати до участі в суботниках позапартійних. Керівництво суботниками покладалося на особливі «трійки» при партійних більшовицьких комітетах.
«Ленін і колода» — знаменитий епізод з життя Леніна, в якому він взяв участь в перенесенні колоди під час суботника в Кремлі 1 травня 1920 року. Цей епізод надихнув діячів мистецтва, а також послужив сюжетом для анекдотів.

## У пострадянський період
В Україні має значення «безкоштовна праця, під час котрої виконується робота, котру б мали виконувати за гроші міські служби чи відповідні організації» — в котрих переважно використовуються студенти та бюджетники. Також до посткомуністичних «суботників» XXI ст. відносять щорічну екологічну акцію «Зробимо Україну чистою!». Ця акція є частиною міжнародного руху Let's Do It! World, який об'єднав вже 113 країн та близько 17 мільйонів учасників з метою захисту довкілля і боротьби за чистоту нашої планети.